# Världsmästerskap i bandy för ungdomar

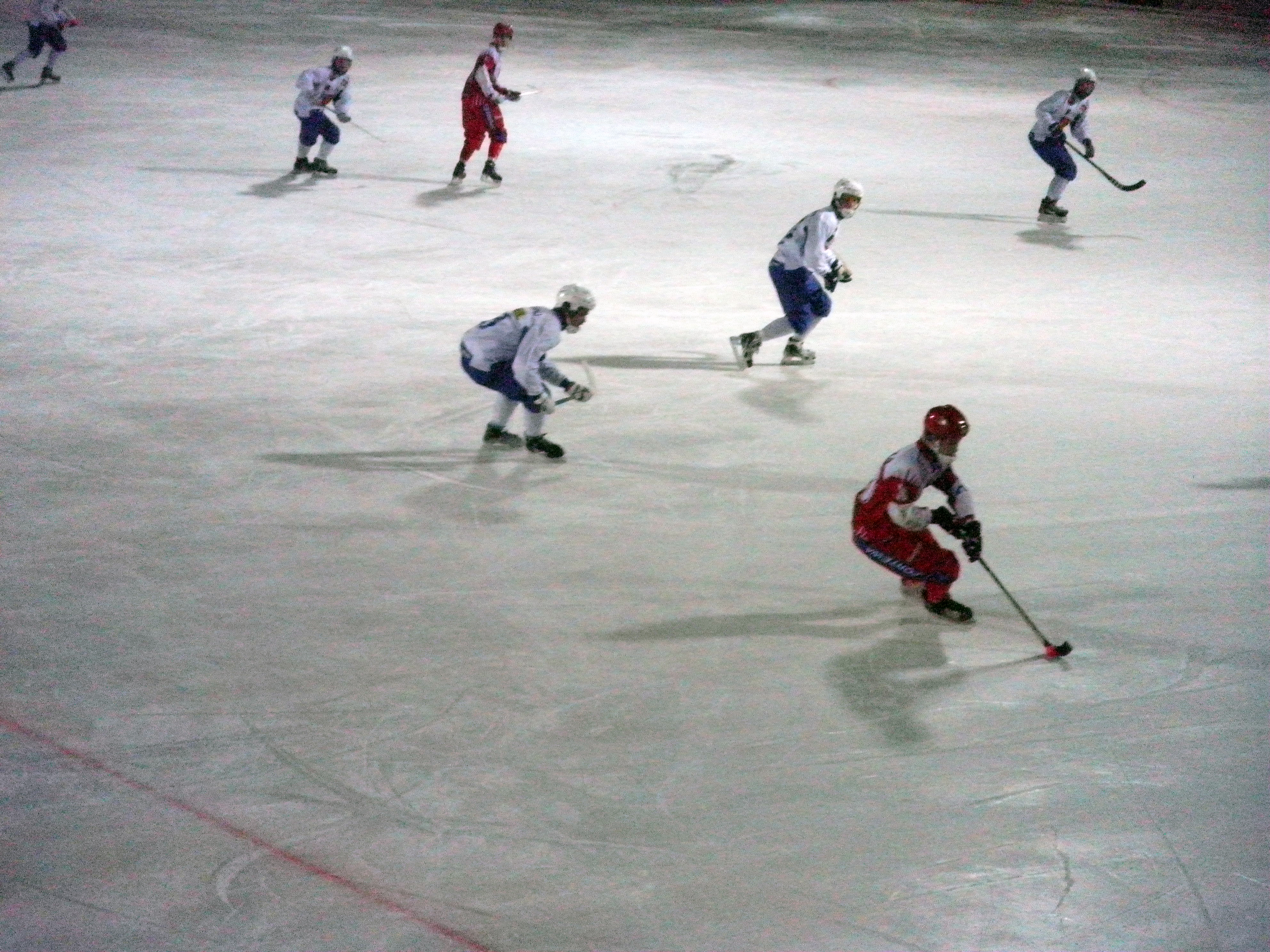
Ryssland mot Finland i U23-VM 2011

Ungdoms-VM i bandy hålls i ett flertal åldersklasser för pojkar och unga män och i en åldersklass för flickor som spelar bandy. Turneringarna styrs av Federation of International Bandy (internationella bandyförbundet).
Följande turneringar hålls regelbundet:
- VM F17, för flickor upp till 17 års ålder
- VM U15, för pojkar upp till 15 års ålder
- VM U17
- VM U19
- VM U23

## F17
Vartannat år sedan 2009.

### Mästare
- 2009  Ryssland[3]
- 2011  Sverige[2]
- 2013  Sverige[4]
- 2015  Sverige[5]
- 2017  Sverige[6]

## U15
U16-VM (P16) hölls första gången 1994. Från och med 2002 har det varit för U15 (P15).

### Mästare
- 1994  Sverige[7]
- 1995  Ryssland[7]
- 1996  Finland[7]
- 1998  Sverige[7]
- 2002  Ryssland[7]
- 2004  Finland[7]
- 2006  Sverige[7]
- 2008  Ryssland[7]
- 2010  Sverige[7]
- 2012  Ryssland[7]
- 2014  Ryssland[3]
- 2016  Ryssland[8]

## U17
Åren 1995 och 1997 var det U18-VM i stället för U-17.

### Mästare
- 1975  Sverige[9]
- 1979  Finland[9][10]
- 1981  Sverige[9]
- 1983  Sovjetunionen[9]
- 1985  Sverige[9]
- 1987  Sovjetunionen[9]
- 1989  Sverige[9]
- 1991  Sverige[9]
- 1993  Sverige[9]
- 1995  Sverige[9]
- 1997  Ryssland[9]
- 1999  Sverige[9]
- 2001  Sverige[9]
- 2003  Ryssland[9]
- 2005  Ryssland[3]
- 2007  Ryssland[3]
- 2009  Ryssland[3]
- 2011  Ryssland[3]
- 2013  Finland[10]
- 2015  Sverige
- 2017  Ryssland

## U19
Åren 1994 och 1996 var det U20-lag i stället.

### Mästare
- 1968  Sverige[11]
- 1970  Sovjetunionen[11]
- 1972  Sverige[11]
- 1974  Sovjetunionen[11]
- 1976  Sovjetunionen[11]
- 1978  Sverige[11]
- 1980  Sovjetunionen[11]
- 1982  Sverige[11]
- 1984  Sverige[11]
- 1986  Sovjetunionen[11]
- 1988  Sverige[11]
- 1990  Sverige[11]
- 1992  Sverige[11]
- 1994  Ryssland[11]
- 1996  Sverige[11]
- 1998  Ryssland[11]
- 2000  Sverige[11]
- 2002  Sverige[11]
- 2004  Ryssland[11]
- 2006  Sverige[11]
- 2008  Ryssland[11]
- 2010  Sverige[11]
- 2012  Ryssland[11]
- 2014  Ryssland[11]
- 2016  Sverige

## U23
U23-VM hölls 1990 och 1992, men sedan hölls nästa först 2011.

### Mästare
- 1990  Sovjetunionen[12]
- 1992  Sverige[12]
- 2011  Ryssland[3]
- 2013  Ryssland[3]
- 2016  Sverige